# Colum McCann
Colum McCann, född 28 februari 1965 i Dublin, är en irländsk författare. Han är översatt till ett trettiotal språk, däribland svenska. McCann är litteraturprofessor vid City University of New York i USA.